# Nuoto alla Gymnasiade 2009
Le competizioni di nuoto alla Gymnasiade 2009 si tengono tra l'8 e il 12 dicembre. Tutti gli eventi si svolgono nella piscina Hamad Aquatic Centre.

## Medagliere
| Posizione | Paese       |   |    |    | Totale |
| --------- | ----------- | - | -- | -- | ------ |
| 1         | Italia      | 5 | 10 | 10 | 25     |
| 2         | Polonia     | 4 | 4  | 3  | 11     |
| 3         | Francia     | 4 | 2  | 4  | 10     |
| 4         | Ucraina     | 3 | 2  | 3  | 8      |
| 5         | Russia      | 3 | 2  | 1  | 6      |
| 6         | Kuwait      | 3 | 0  | 0  | 3      |
| 7         | Spagna      | 2 | 5  | 3  | 10     |
| 8         | Regno Unito | 2 | 0  | 1  | 3      |
| 9         | Grecia      | 1 | 0  | 1  | 2      |
| 10        | Australia   | 1 | 0  | 0  | 1      |
| 11        | Cina        | 0 | 0  | 2  | 2      |

## Podi

### Uomini
| Evento               | Oro                                                                     | Perform. | Argento                                                                                    | Perform. | Bronzo                                                                     | Perform. |
| Stile libero         |                                                                         |          |                                                                                            |          |                                                                            |          |
| 50 m                 | Aitor Martinez                                                          | 22.96    | Clément Mignon                                                                             | 23.14    | James Burden                                                               | 23.48    |
| 100 m                | Abdullah Al Tuwaini                                                     | 50.18    | Aitor Martinez                                                                             | 50.73    | Alessio Torlai                                                             | 50.74    |
| 200 m                | Adrian Mantas                                                           | 1'50.72  | Alessio Torlai                                                                             | 1'50.81  | Lorya Bourelly                                                             | 1'51.36  |
| 400 m                | Sergii Frolov                                                           | 3:54.60  | Adrian Mantas                                                                              | 3:55.57  | Damien Joly                                                                | 3:57.63  |
| Dorso                |                                                                         |          |                                                                                            |          |                                                                            |          |
| 50 m                 | Abdullah Al Tuwaini                                                     | 26.12    | Julian Sobon                                                                               | 26.22    | Andriy Kobvasa                                                             | 26.27    |
| 100 m                | Abdullah Al Tuwaini                                                     | 55.82    | Andriy Kovbasa                                                                             | 56.73    | Giuseppe Bellocchio                                                        | 57.08    |
| 200 m                | David Gregory                                                           | 2'02.20  | Mateusz Wysoczynski                                                                        | 2'03.39  | Federico Sabuzi                                                            | 2'05.01  |
| Rana                 |                                                                         |          |                                                                                            |          |                                                                            |          |
| 50 m                 | Ionassis Karpouzlis                                                     | 28.02    | Anton Lobanov                                                                              | 28.27    | Matteo Fraschi                                                             | 28.57    |
| 100 m                | Anton Lobanov                                                           | 1'00.08  | Ionassis Karpouzlis                                                                        | 1'01.11  | Flavio Bizzarri                                                            | 1'02.78  |
| 200 m                | Anton Lobanov                                                           | 2'14.10  | Flavio Bizzarri                                                                            | 2'16.06  | Mateusz Pacholczyk                                                         | 2'16.68  |
| Farfalla             |                                                                         |          |                                                                                            |          |                                                                            |          |
| 50 m                 | Tommaso Romani                                                          | 23.67    | Mehdy Metella                                                                              | 24.35    | Matthew Allan Roberts                                                      | 24.80    |
| 100 m                | Tommaso Romani                                                          | 52.35    | Eduard Galdeano                                                                            | 53.98    | Christos Katrantzis                                                        | 54.30    |
| 200 m                | Marcin Cieślak                                                          | 1'58.33  | Eduard Calderano                                                                           | 1'58.85  | Konstantinos Markozis                                                      | 2'01.05  |
| Misti                |                                                                         |          |                                                                                            |          |                                                                            |          |
| 200 m                | Simone Geni                                                             | 2:03.24  | Marcin Cieślak                                                                             | 2:04.13  | Eduardo Solaeche                                                           | 2:04.56  |
| 400 m                | Maksym Shemberev                                                        | 4:25.54  | Simone Geni                                                                                | 4:29.52  | David Gregory                                                              | 4:30.10  |
| Staffette            |                                                                         |          |                                                                                            |          |                                                                            |          |
| 4x100 m stile libero | Spagna Aitor Martinez Gerard Rodriguez Yerai Lebon Adrian Mantas        | 3'21.83  | Italia Tommaso Romani Alessio Torlai Alessio Negrelli Matteo Fraschi                       | 3'22.33  | Francia Mehdy Metella Clément Mignon Julien Pierre Goyetche Lorys Bourelly | 3'23.64  |
| 4x100 m misti        | Italia Giuseppe Bellochio Flavio Bizzarri Tommaso Romani Alessio Torlai | 3'41.10  | Grecia Alexandros Theocharidis Ioannis Karpouzlis Christos Katrantzis Panagiotis Mimikakos | 3'43.10  | Polonia Mateusz Wysoczynski Mateusz Pacholczyk Piotr Luczak Pawel Werner   | 3'44.54  |

### Donne
| Evento               | Oro                                                                         | Perform. | Argento                                                           | Perform. | Bronzo                                                                       | Perform. |
| Stile libero         |                                                                             |          |                                                                   |          |                                                                              |          |
| 50 m                 | Anna Santamans                                                              | 26.17    | Mariia Tereshchenko                                               | 26.18    | Natalia Kelaidi                                                              | 26.26    |
| 100 m                | Eloide Schmitt                                                              | 56.57    | Chiara Masini Luccetti                                            | 56.60    | Yi Fang                                                                      | 57.00    |
| 200 m                | Margaux Fabre                                                               | 2'00.16  | Alice Mizzau                                                      | 2'01.60  | Chiara Masini Luccetti                                                       | 2'01.62  |
| 400 m                | Paulina Zukowska                                                            | 4'12.62  | Sara Canas                                                        | 4'14.72  | Margaux Fabre                                                                | 4'16.04  |
| Dorso                |                                                                             |          |                                                                   |          |                                                                              |          |
| 50 m                 | Mariia Tereshchenko                                                         | 29.15    | Klaudia Nazieblo                                                  | 29.27    | Carlotta Zofkova                                                             | 29.39    |
| 100 m                | Klaudia Nazieblo                                                            | 1'01.49  | Rachele Qualla                                                    | 1'03.08  | Kseniya Grygorenko                                                           | 1'03.75  |
| 200 m                | Klaudia Nazieblo                                                            | 2'12.75  | Kseinya Grygorenko                                                | 2'13.72  | Alexandra Papusha                                                            | 2'13.92  |
| Rana                 |                                                                             |          |                                                                   |          |                                                                              |          |
| 50 m                 | Achieng Bushell                                                             | 30.73    | Martina Carraro                                                   | 31.88    | Zachoszcz Paulina                                                            | 32.25    |
| 100 m                | Paulina Zachoszcz                                                           | 1'09.54  | Rebecca Ann Kemp                                                  | 1'09.66  | Evelyne Alvarez                                                              | 1'09.69  |
| 200 m                | Rebecca Ann Kemp                                                            | 2:26.55  | Pamela Gabrieli                                                   | 2:29.39  | Teresa Gutierrez                                                             | 2:29.62  |
| Farfalla             |                                                                             |          |                                                                   |          |                                                                              |          |
| 50 m                 | Mélanie Henique                                                             | 25.89    | Anna Marti                                                        | 27.01    | Beatrice Fassone                                                             | 27.32    |
| 100 m                | Mélanie Henique                                                             | 58.74    | Mirella Olczak                                                    | 59.74    | Beatrice Fassone                                                             | 59.86    |
| 200 m                | Alisa Trukhanovich                                                          | 2:11.98  | Denise Riccobono                                                  | 2:12.41  | Anna Yevchak                                                                 | 2:12.43  |
| Misti                |                                                                             |          |                                                                   |          |                                                                              |          |
| 200 m                | Ekaterina Andreeva                                                          | 2:15.18  | Adeline Martin                                                    | 2:16.99  | Paulina Zukovska                                                             | 2:17.66  |
| 400 m                | Stefania Pirozzi                                                            | 4:45.26  | Ekaterina Andreeva                                                | 4:46.14  | Christina Garcia                                                             | 4:46.26  |
| Staffette            |                                                                             |          |                                                                   |          |                                                                              |          |
| 4x100 m stile libero | Francia Mathilde Cini Camille Radou Charlotte Bonnet Elodie Schmitt         | 3'46.42  | Cina Liu Siwen Sun Yi Zhao Yuting Fang Yi                         | 3'47.03  | Italia Chiara Masini Luccetti Alice Mizzau Beatrice Fassone Denise Riccobono | 3'48.81  |
| 4x100 m misti        | Polonia Klaudia Nazieblo Paulina Zachoszcz Mirella Olczak Natalia Pawlaczek | 4'08.91  | Spagna Cristina Moyano Evelyne Alvarez Anna Marti Elisabeth Arpal | 4'10.34  | Francia Margot Monmousseau Adeline Martin Mélanie Henique Elodie Schmitt     | 4'11.46  |